# Geel hongerbloempje
Het geel hongerbloempje (Draba aizoides) is een overblijvende plant uit de kruisbloemenfamilie (Brassicaceae). De soort is inheems in Wallonië en komt voor in Midden- en Zuid-Europa. Het aantal chromosomen is 2n = 16.
De plant wordt 5-20 cm hoog, vormt een bladrozet en heeft rechtopstaande, kale stengels. De smal lancetvormige rozetbladeren zijn tot 2 cm lang. Er zijn geen stengelbladeren.
Het geel hongerbloempje bloeit vanaf maart tot in augustus met aanvankelijk gele maar later vaak witachtige, 4-6 mm grote bloemen. De kroonbladen hebben aan de top stompe slippen. De trosvormige bloeiwijze bevat drie tot twintig bloemen. De meeldraden zijn even lang als de kroonbladen. De stijl is 1,5-3 mm lang.
De vrucht is een 6-13 mm lange hauw met een 5-15 mm lange steel. De hauwen zijn aan de bovenkant puntig, meestal kaal, maar soms aan de rand dun behaard.

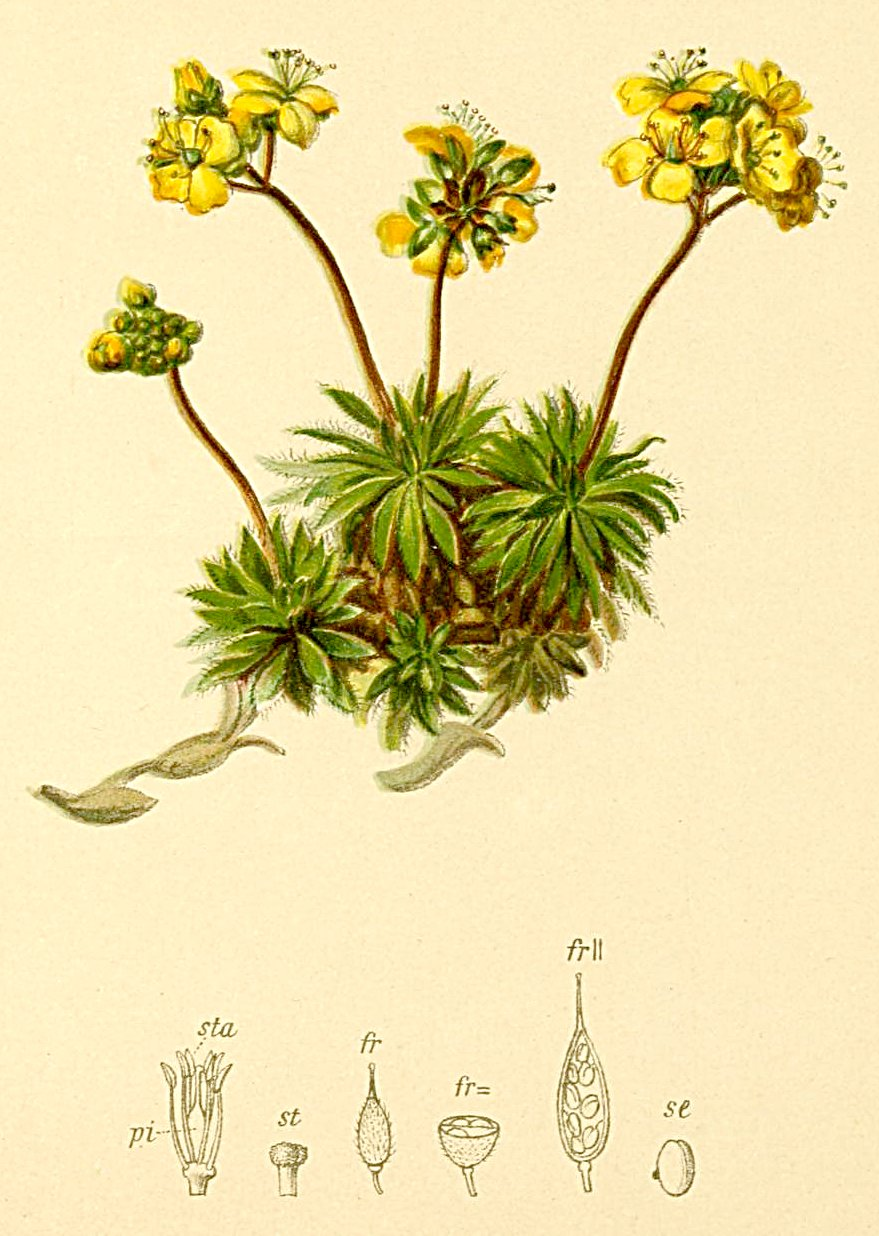
Illustratie
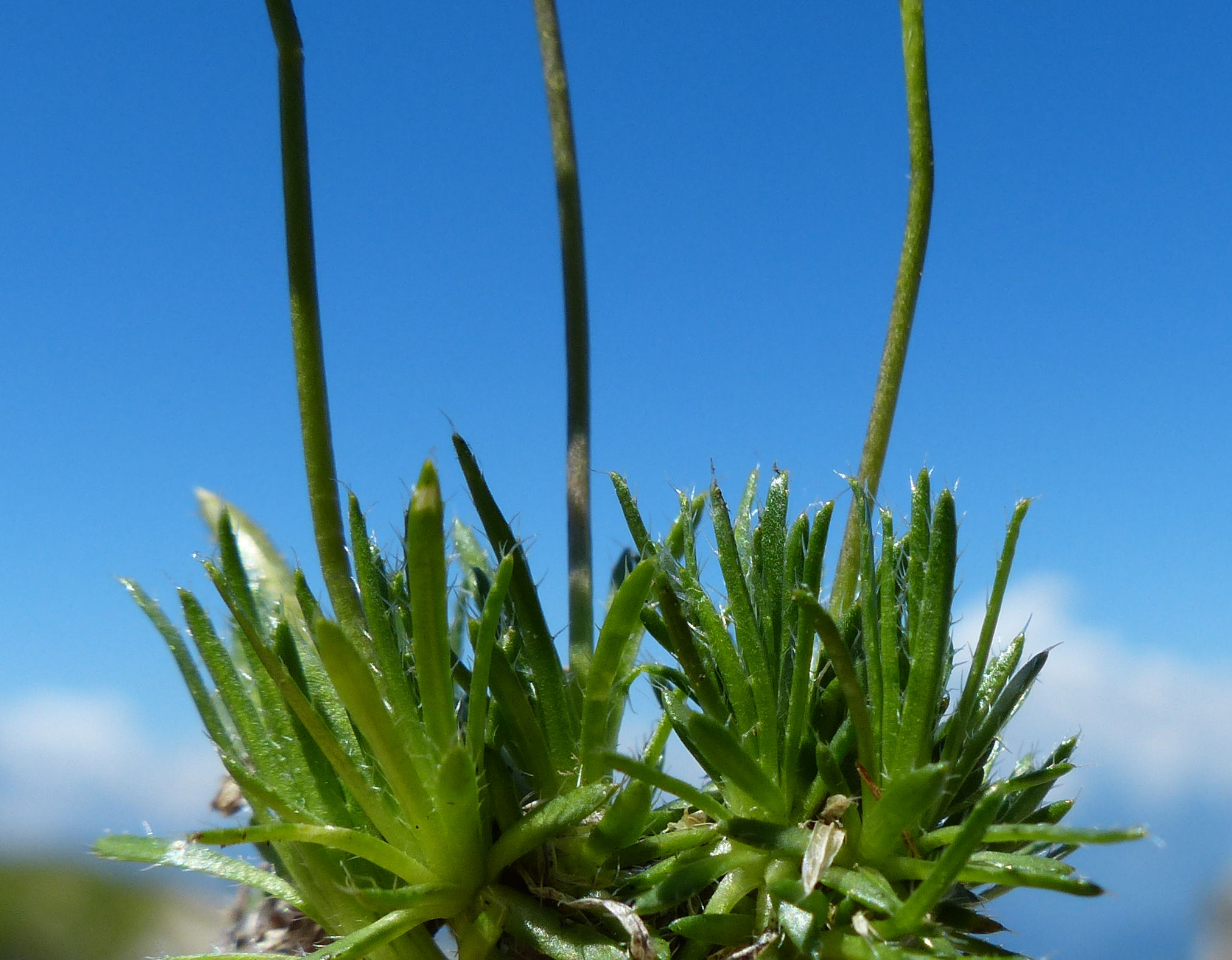
Bladrozetten
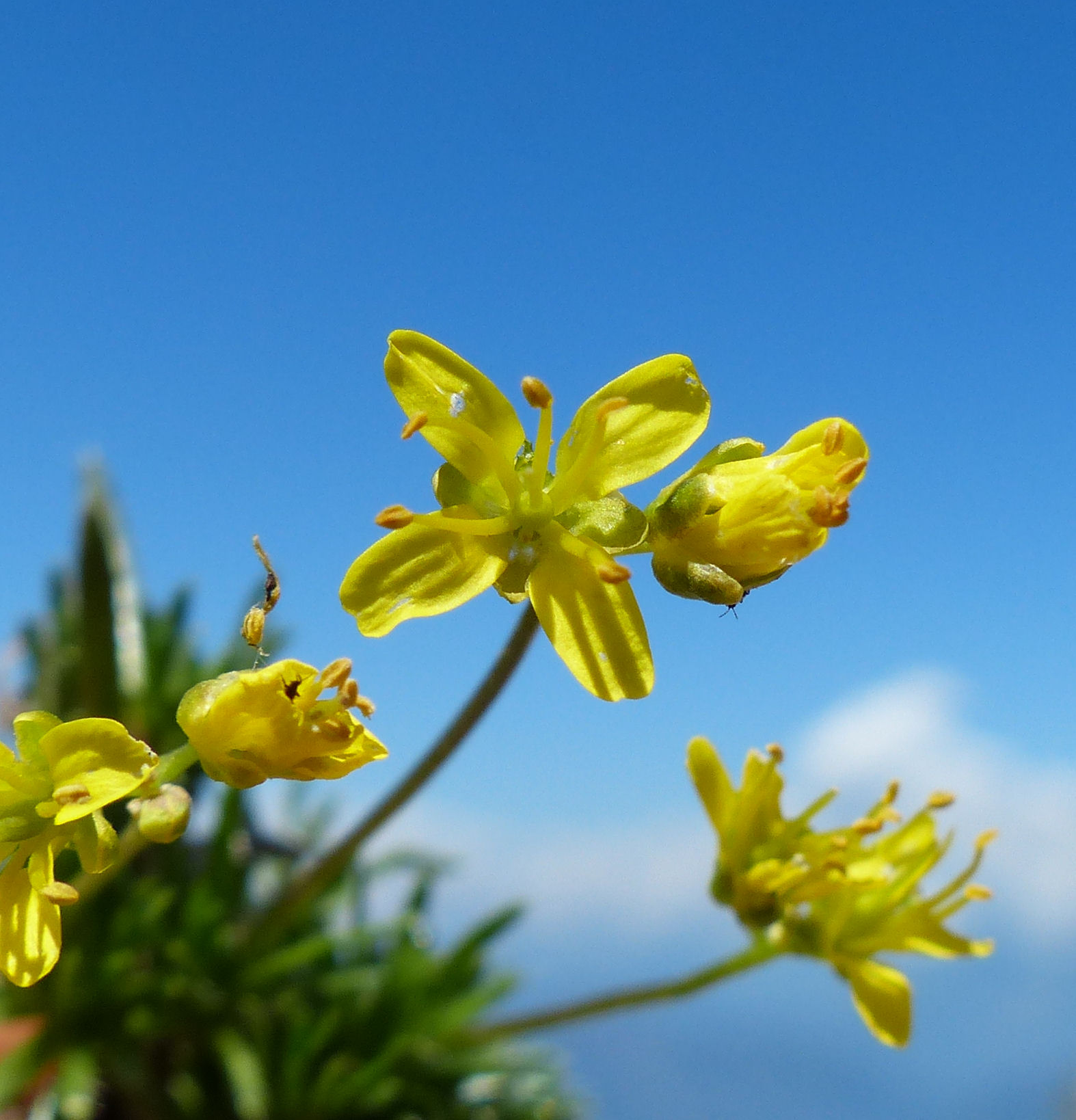
Bloem
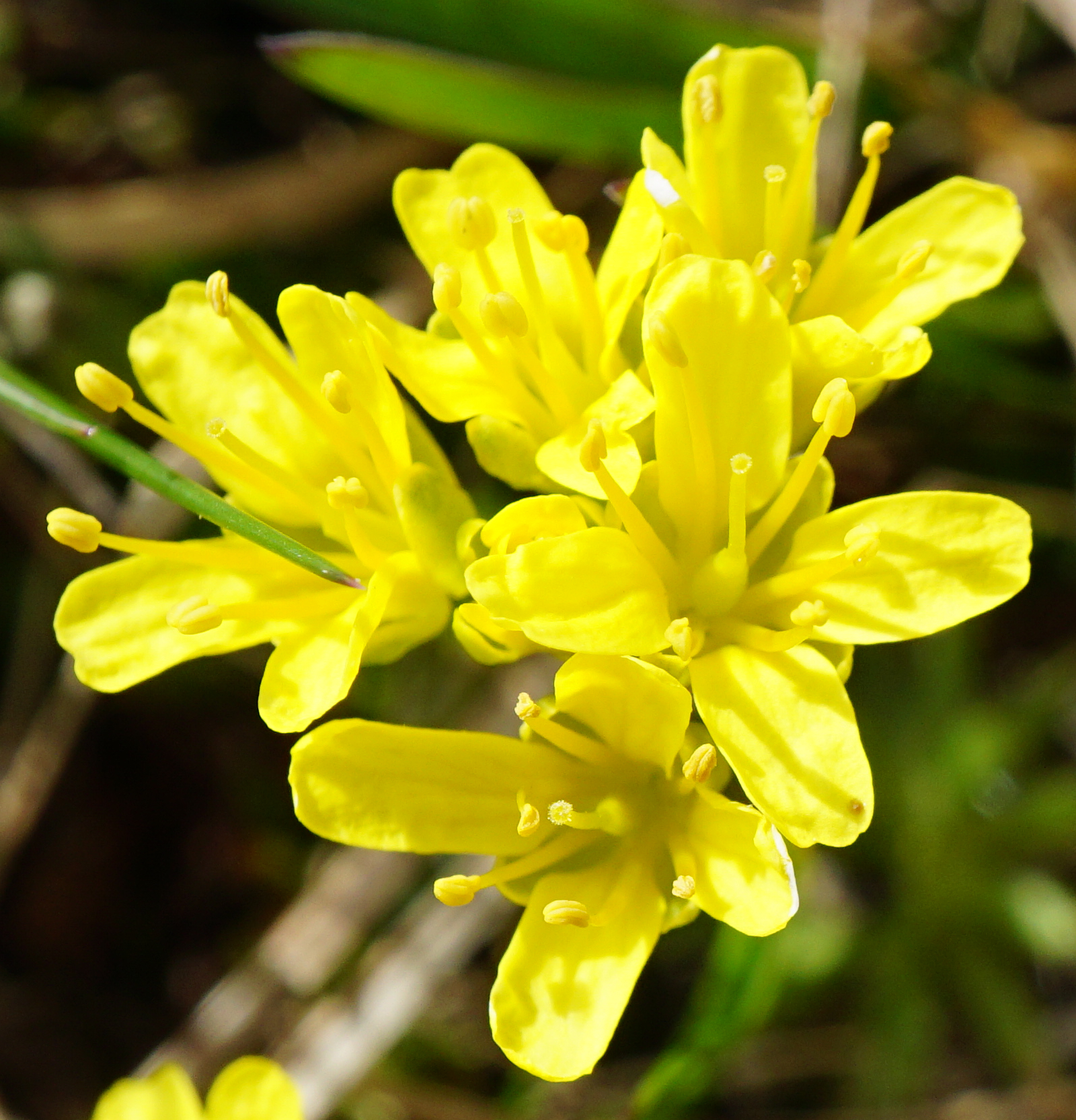
Bloemen
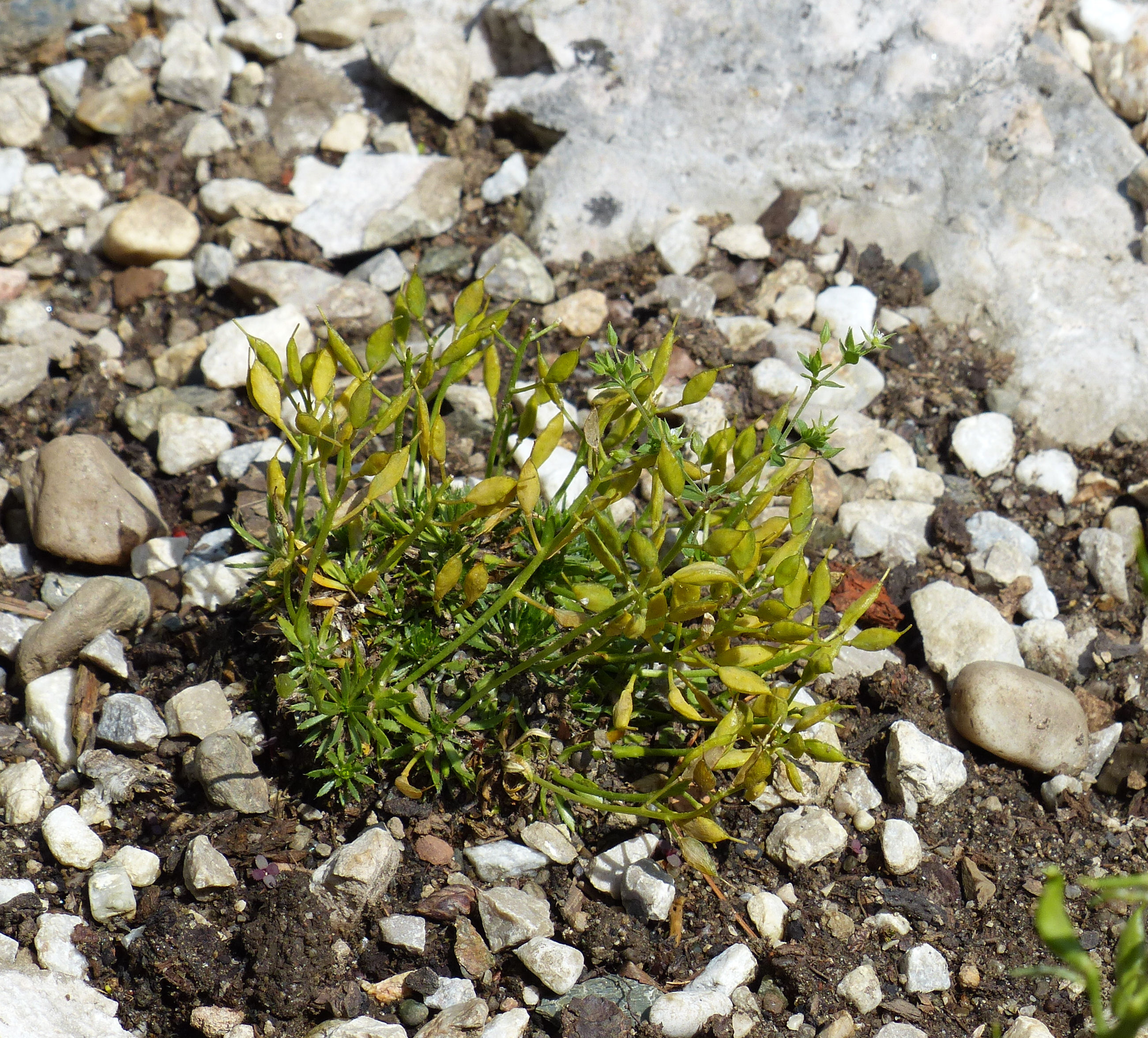
Kale hauwen
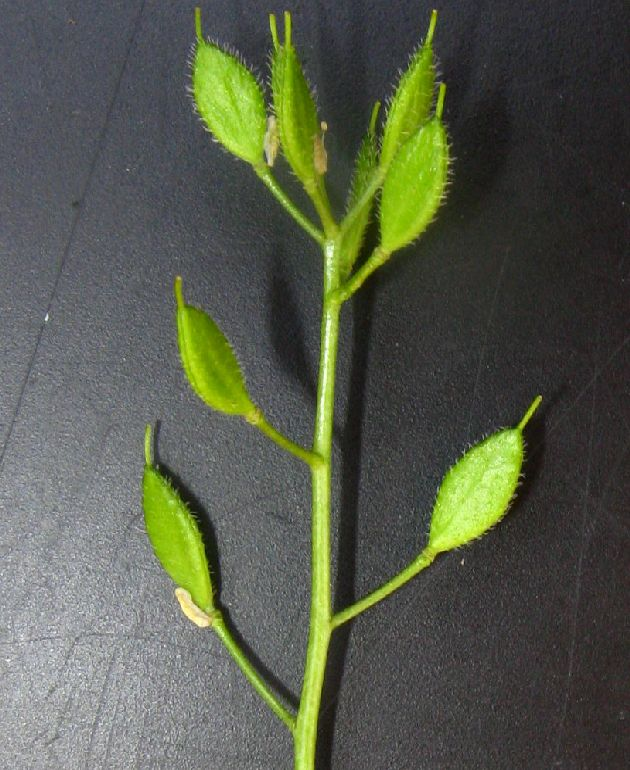
Behaarde hauwen

Het geel hongerbloempje komt voor op zonnige, open plaatsen op droge, kalkrijke, steenachtige grond en soms op oude muren.